# 마리어 (헝가리)
엉주 마리어(헝가리어: Anjou Mária, 슬로바키아어: Mária z Anjou 마리아 스 앙주, 크로아티아어: Marija Anžuvinska 마리야 안주빈스카, 독일어: Maria von Anjou 마리아 폰 앙주[*], 1371년 ~ 1395년 5월 17일)는 헝가리와 크로아티아의 여왕(재위: 1382년 9월 10일 ~ 1385년 12월, 1386년 2월 24일 ~ 1395년 5월 17일)이다. 러요시 1세와 그의 아내 에르지베트 사이에서 태어난 딸이다.
러요시 1세에겐 딸밖에 없었고, 장녀였던 커털린이 요절하였기 때문에 차녀였던 그녀가 헝가리와 폴란드 왕국의 추정 상속인이 되나, 러요시 1세 사후 폴란드에선 마리어의 동생인 야드비가를 추대하면서, 두 왕국의 동군연합은 해체되어버린다. 카로이 2세는 마리어의 즉위에 반발하여 그에게 한때 왕위를 빼앗기지만, 남편이었던 룩셈부르크의 지그몬드의 지원으로 다시 왕위를 되찾고 그와 공동 통치하게 된다.